# Cleatham
Cleatham var en civil parish från 1866 till 1936 då den blev en del av Manton, i grevskapet Lincolnshire, i England. Civil parish var belägen 9 km från Scunthorpe och hade 114 invånare år 1931. Byn nämndes i Domedagsboken (Domesday Book) år 1086, och kallades då Cletham.